# 建築学研究科
建築学研究科（けんちくがくけんきゅうか、Graduate School of Architecture）とは、大学院研究科の名称。建築学に関する専攻課程を設けている。

## 建築学研究科を持つ日本の大学院
- 武庫川女子大学大学院[1]
- 京都美術工芸大学大学院[2]
- 東北工業大学大学院[3]
- 明星大学大学院 - 2025年4月に開設予定[4]

## 建築学研究科に類する学部を置く日本の大学院
- 日本女子大学大学院 - 建築デザイン研究科[5]

## 海外の建築研究科の例
- ウォータールー大学大学院
- ジョージア工科大学大学院
- ケント州立大学大学院
- ハーバード大学デザイン大学院